# Peltastes colombianus
Peltastes colombianus är en oleanderväxtart som beskrevs av R. E. Woodson. Peltastes colombianus ingår i släktet Peltastes och familjen oleanderväxter. Inga underarter finns listade i Catalogue of Life.